# Acraea rougeti
Acraea rougeti är en fjärilsart som beskrevs av Guérin 1849. Acraea rougeti ingår i släktet Acraea och familjen praktfjärilar. Inga underarter finns listade i Catalogue of Life.